# جورج روجرز (لاعب كريكت)
جورج روجرز (4 أبريل 1905 في المملكة المتحدة - 24 فبراير 1958 في المملكة المتحدة) (بالإنجليزية: George Rogers)‏ هو لاعب كريكت بريطاني (وحمل سابقاً جنسية المملكة المتحدة لبريطانيا العظمى وأيرلندا). لعب مع Cornwall County Cricket Club ‏ والمقاطعات الوطنية للكريكيت الإنجليزي والويلزي ‏.

## وصلات خارجية
- جورج روجرز (لاعب كريكت) على موقع إي آس بي آن كريك إنفو (الإنجليزية)